# Klasztor dominikanów w Warszawie (Służew)
Klasztor dominikanów na Służewie (konwent św. Józefa) – jeden z dwóch (obok klasztoru przy ul. Freta) klasztorów dominikanów w Warszawie. Znajduje się przy ul. Dominikańskiej 2 w dzielnicy Mokotów. Jego częścią jest kościół św. Dominika, sanktuarium Królowej Różańca Świętego
Przy kościele św. Dominika utworzono parafię pod tym samym wezwaniem.

## Historia
Kamień węgielny pod budowę klasztoru poświęcono 20 kwietnia 1936 roku.
Klasztor na Służewie został wzniesiony z inicjatywy o. Jacka Woronieckiego jako ośrodek studiów braci dominikanów pochodzących z krajów Europy Wschodniej. Plany te zostały zrealizowane po 1993, kiedy w klasztorze została umieszczona filia zakonnego Kolegium Filozoficzno-Teologicznego. W miejscu tym działa również Instytut Tomistyczny oraz parafia, której powołanie uratowało klasztor przed zamknięciem w czasach PRL.
W kościele znajduje się obraz Matki Boskiej Żółkiewskiej z dawnego kościoła dominikanów pw Wniebowzięcia NMP w Żółkwi, koronowany w 1929, przywieziony do Warszawy po II wojnie światowej.
Z klasztorem był związany błogosławiony Michał Czartoryski, jeden ze 108 błogosławionych polskich męczenników II wojny światowej.

## Przeorowie
- Paweł Barszczewski OP (?-2012)[4]
- Robert Głubisz OP (2012–2018)[5]
- Jakub Kruczek OP (2018–2021)[6]
- Szymon Popławski OP (2021-2022)[7]
- Lucjan Sobkowicz OP (od 2022 -)[7]

## Galeria

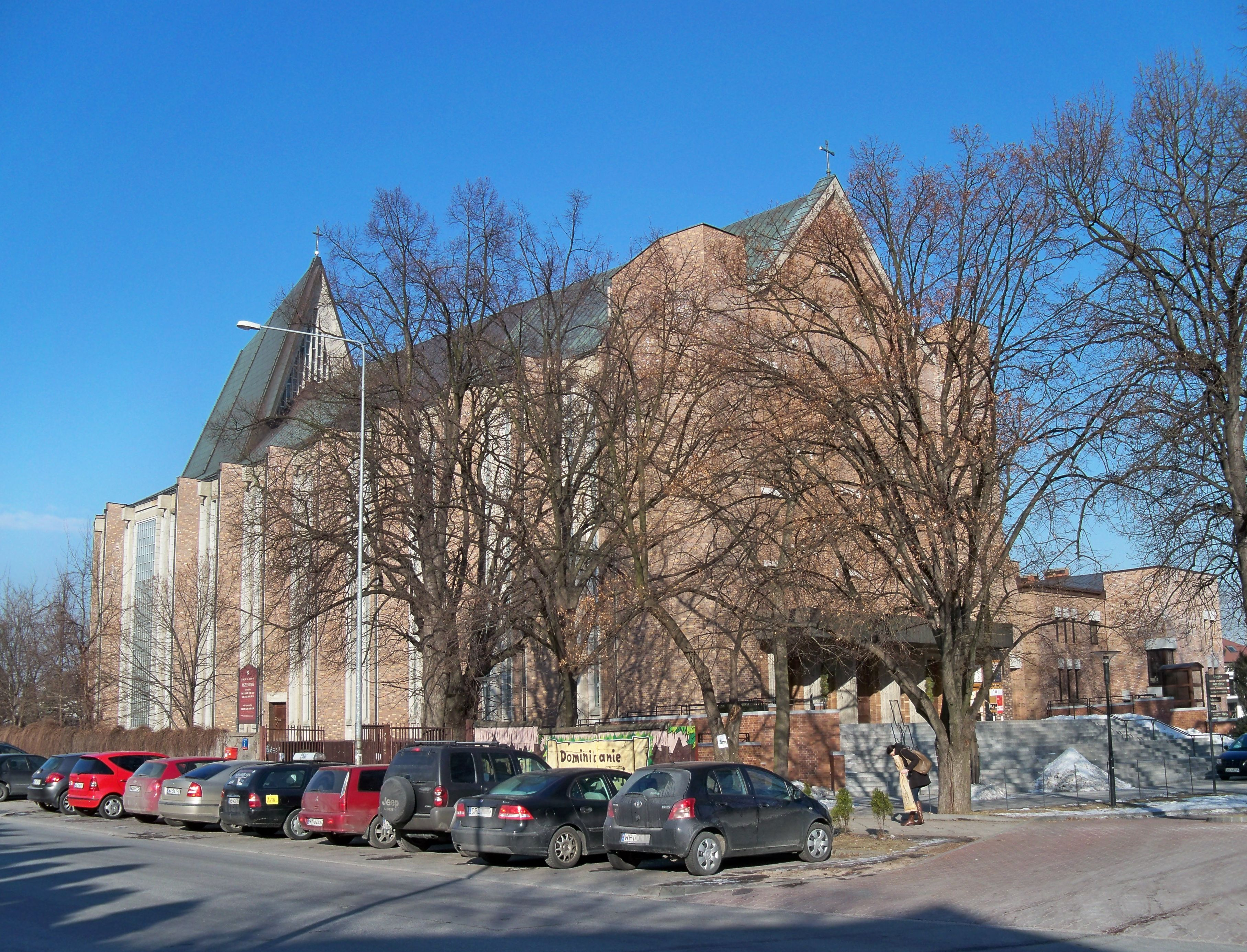
Kościół św. Dominika
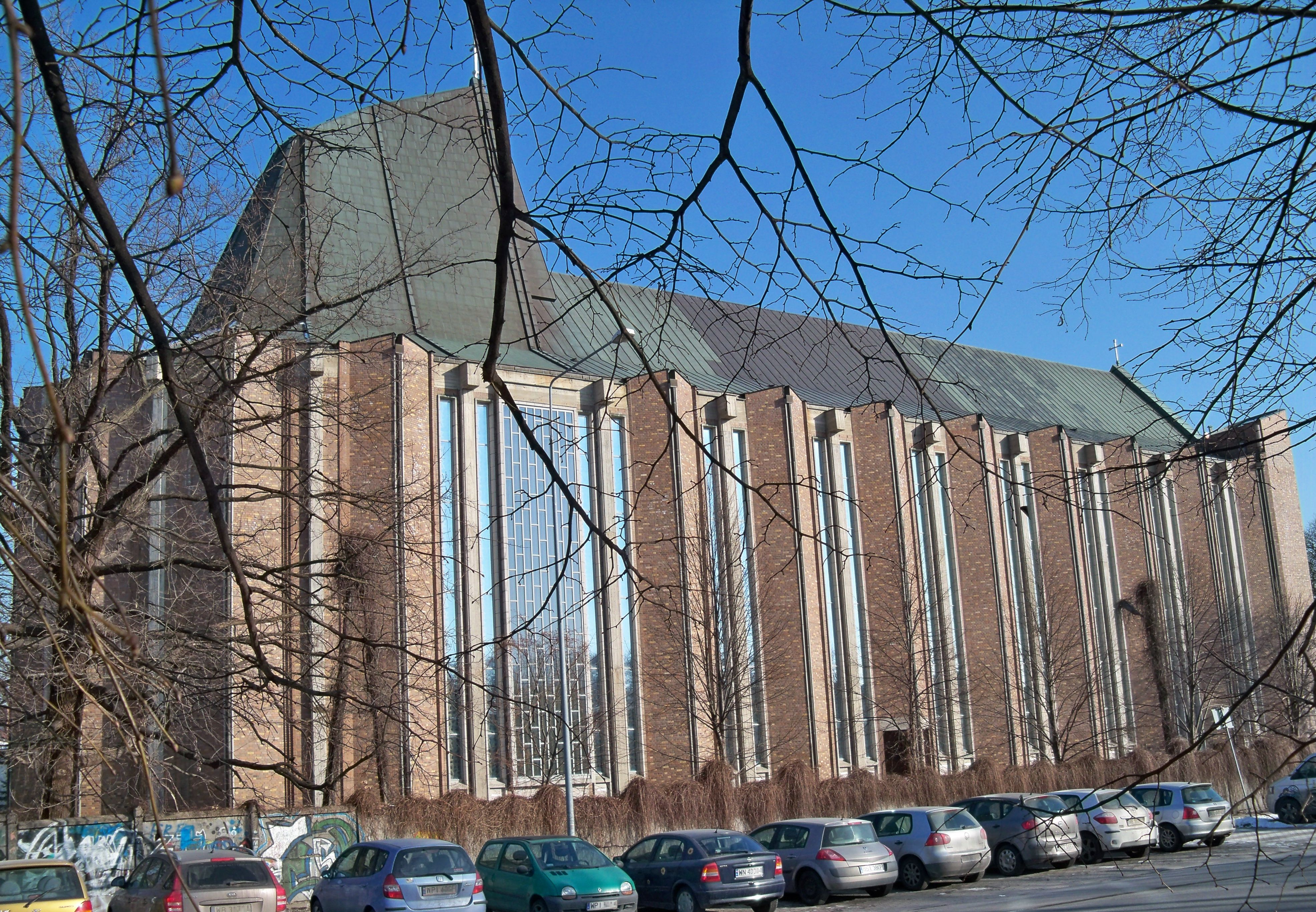
Boczna elewacja świątyni
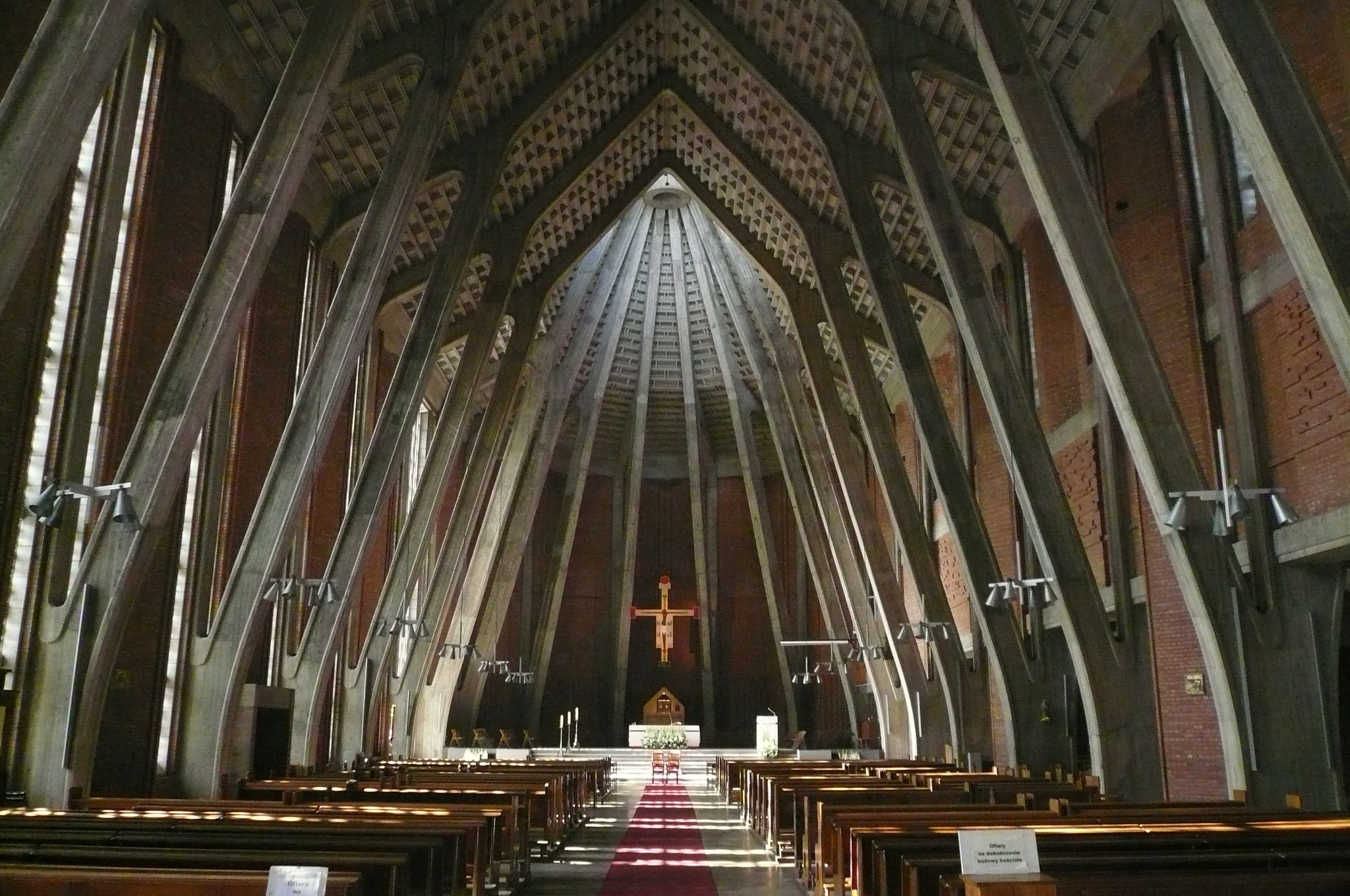
Wnętrze kościoła
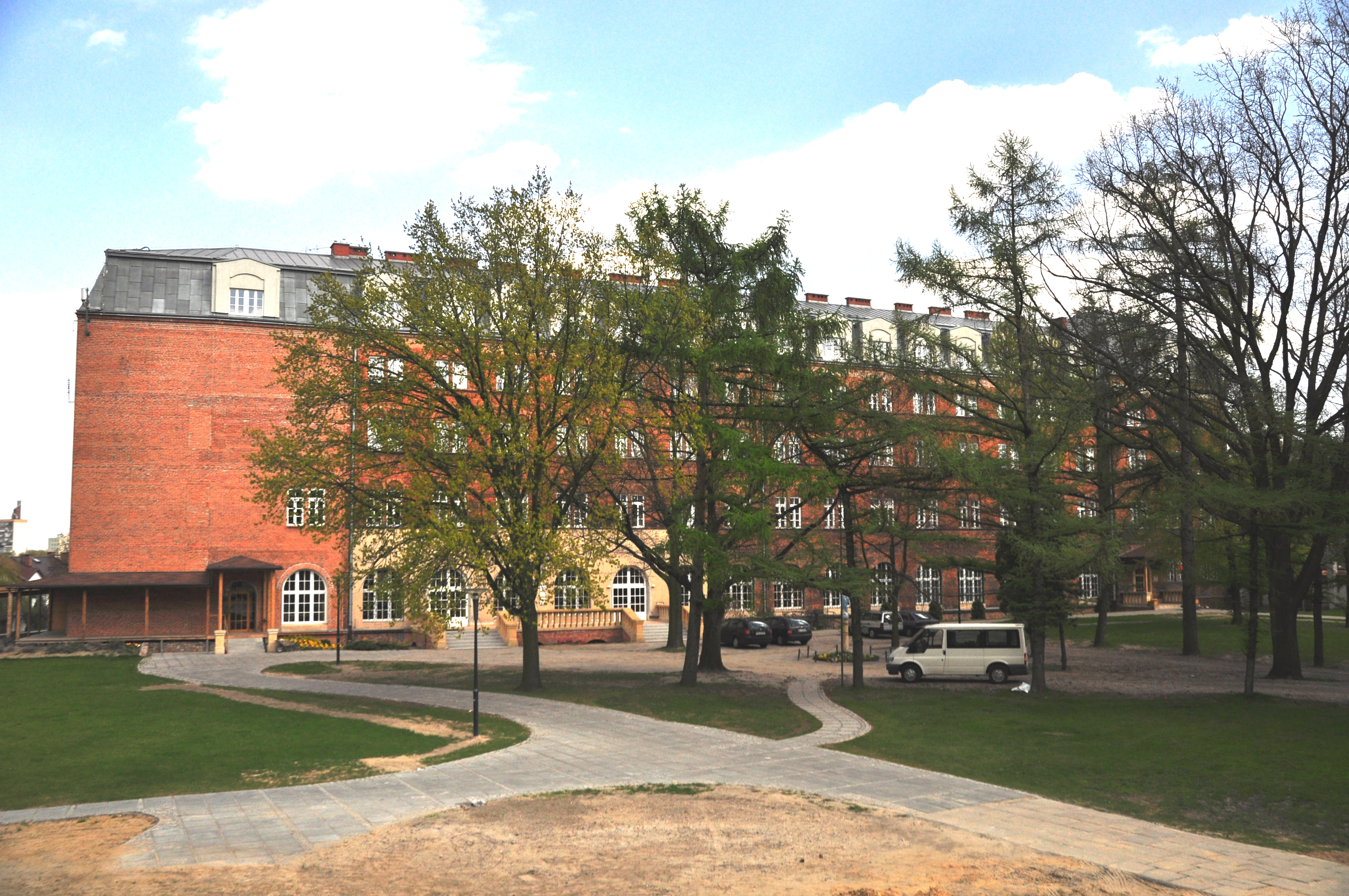
Zabudowania klasztoru